# Ray Reardon
Pour les articles homonymes, voir Reardon.
Raymond Reardon, dit Ray Reardon, est un joueur de snooker britannique d'origine galloise né à Tredegar le 8 octobre 1932 et mort le 19 juillet 2024. 
Considéré comme l'un des plus grands joueurs de tous les temps et comme le précurseur du snooker dans l'ère moderne, il a remporté six fois le championnat du monde pendant les années 1970. Il a notamment remporté l'épreuve en 1970, 1973, 1974, 1975, 1976 et 1978. Également vice-champion en 1982, il a été le premier joueur à dominer le classement mondial en 1976-1977. Il marque aussi la discipline par sa longévité remarquable ; il devient en 1978 le champion du monde le plus âgé (à 45 ans et 203 jours) et en 1982 le plus vieux vainqueur d'un tournoi classé (à 50 ans et 14 jours). Il redevient d'ailleurs numéro un mondial par la même occasion, faisant de lui le numéro un mondial le plus âgé de tous les temps.
Retiré du snooker en 1992, il a apporté sa connaissance du jeu à certains joueurs comme Ronnie O'Sullivan qui lui doit son titre de champion du monde en 2004.
Sa coiffure plaquée vers l'arrière et son sourire aux dents légèrement acérées lui ont valu le surnom de « Dracula ».

## Biographie

### Jeunesse
Ray Reardon est né en 1932 dans une localité minière du Monmouthshire au pays de Galles : Tredegar. Il suit les traces de son père et travaille dans la mine à partir de quatorze ans. En réalité, il fait ce choix pour plus jouer au snooker ; chose qui aurait été difficile s'il avait fait des études.
Lors d'un accident dans la mine, Ray Reardon est pris au piège dans la terre pendant trois heures ; il prend alors la décision de stopper son travail dans la mine et de devenir officier dans la police de Stoke-on-Trent dans le Staffordshire, en Angleterre.

### Carrière chez les amateurs
À l'âge de quinze ans, Ray Reardon commence sa carrière et évolue sur le circuit amateur.
Sa carrière chez les amateurs est marquée par six titres de champion du pays de Galles, dont le premier en 1950, à l'âge de 18 ans. Il a remporté son dernier en 1955, soit son sixième consécutif. En 1964, il domine John Spencer pour devenir champion d'Angleterre amateur ; son septième titre dans cette catégorie.

### Carrière professionnelle: six titres de champion du monde et première place mondiale (1967-1992)
En 1969, Ray Reardon devient le premier vainqueur du Pot Black et participe pour la première fois au championnat du monde de snooker. Il est sacré champion du monde en 1970, 1973, 1974, 1975, 1976 et 1978, et est vice-champion du monde par une fois, en 1982. Entre 1967 et 1978, il sort aussi victorieux de plusieurs autres tournois, comme le Masters en 1976. Il devient à 43 ans et 114 jours, le plus vieux vainqueur de l'épreuve, le record n'étant battu qu'en 2020 par Stuart Bingham, âgé de 43 ans et 243 jours.  
Ray Reardon fut la première force dominante du snooker de l'ère moderne, et fut le premier joueur classé no 1, lorsque les classements sont introduits dans la saison 1976-1977 - gardant cette place pendant les cinq années suivantes. Sa domination dans les années 1970 a préfiguré celle de Steve Davis dans les années 1980 et de Stephen Hendry dans les années 1990. Il retrouve la première place en 1982, mais sa forme a ensuite décliné, et il est sorti du top 16 après la saison 1986-1987.  
Ray Reardon est resté l'un des meilleurs joueurs de snooker jusqu'à la cinquantaine, et a ainsi établi un certain nombre de records qui sont toujours valables. Il est le champion du monde de snooker le plus âgé (en 1978, à 45 ans et 203 jours), le joueur le plus âgé à avoir remporté un tournoi officiel classé (en 1982, à 50 ans et 14 jours), et le joueur le plus âgé à détenir le premier rang (1982, à 50 ans). 
Il prend sa retraite professionnelle en 1992, juste après avoir atteint une dernière finale de prestige au grand Masters d'Europe.
A la fin de sa carrière, Ray Reardon totalise cinq victoires sur des tournois de classement, dix victoires sur des tournois non classés et plus de 300 000 £ de gains totaux.

### Après-carrière
En 2000, Ray Reardon participe à un tournoi pour seniors ; tournoi au cours duquel il est battu par Graham Miles.
Il a également travaillé avec Ronnie O'Sullivan dans un rôle d'entraîneur, l'aidant à remporter le titre de champion du monde 2004.
Il résidait à Torquay près de Bristol, et est le président d'un club de golf à Churston. Il fait une brève apparition lors du tournoi des légendes de snooker en 2010.
Ray Reardon meurt le 20 juillet 2024 à l'âge de 91 ans.

## Palmarès
| Légende | Catégorie                      | Titres                         | Finales                        |
|         | Tournois classés               | 3                              | 1                              |
|         | Tournois non classés           | 21                             | 25                             |
|         | Tournois en équipes            | 3                              | 3                              |
|         | Tournois pro-am                | 1                              | 2                              |
|         | Tournois amateurs              | 7                              | 1                              |
| Gras    | Tournois de la triple couronne | Tournois de la triple couronne | Tournois de la triple couronne |

### Titres
| Saison    | Nom du tournoi                            | Lieu             | Finaliste      | Score               | Tableau |
| 1950      | Championnat du pays de Galles amateur     |                  | Geoff Thomas   | 5-3                 |         |
| 1951      | Championnat du pays de Galles amateur (2) |                  | Richie Smith   | 5-2                 |         |
| 1952      | Championnat du pays de Galles amateur (3) |                  | Geoff Thomas   | 5-3                 |         |
| 1953      | Championnat du pays de Galles amateur (4) |                  | Aubrey Kemp    | 5-3                 |         |
| 1954      | Championnat du pays de Galles amateur (5) |                  | John Ford      |                     |         |
| 1955      | Championnat du pays de Galles amateur (6) |                  | John Ford      |                     |         |
| 1964      | Championnat d'Angleterre amateur          |                  | John Spencer   | 11-8                |         |
| 1968-1969 | Pot Black                                 | Birmingham       | John Spencer   | 1-0                 | Tableau |
| 1969-1970 | Championnat du monde                      | Londres          | John Pulman    | 37-33               | Tableau |
| 1970-1971 | Tournoi Park Drive 600                    | Sheffield        | John Spencer   | 4-0                 | Tableau |
| 1971-1972 | Tournoi Park Drive 2000 (automne)         | Angleterre       | John Spencer   | 4-3                 | Tableau |
| 1972-1973 | Championnat du monde (2)                  | Manchester       | Eddie Charlton | 38-32               | Tableau |
| 1973-1974 | Championnat du monde (3)                  | Manchester       | Graham Miles   | 22-12               | Tableau |
| 1973-1974 | Tournoi Pontins                           | Prestatyn        | John Spencer   | 10-9                | Tableau |
| 1974-1975 | International Ladbroke                    |                  | Angleterre     | Score cumulé (+113) | Tableau |
| 1974-1975 | Tournoi Pontins pro-am (printemps)        | Prestatyn        | John Virgo     | 7-1                 | Tableau |
| 1974-1975 | Championnat du monde (4)                  | Sheffield        | Eddie Charlton | 31-30               | Tableau |
| 1974-1975 | Tournoi Pontins (2)                       | Prestatyn        | John Spencer   | 10-4                | Tableau |
| 1975-1976 | Masters                                   | Londres          | Graham Miles   | 7-3                 | Tableau |
| 1975-1976 | Championnat du monde (5)                  | Sheffield        | Alex Higgins   | 27-16               | Tableau |
| 1975-1976 | Tournoi Pontins (3)                       | Prestatyn        | Fred Davis     | 10-9                | Tableau |
| 1977-1978 | Championnat du pays de Galles             | Caerphilly       | Doug Mountjoy  | 12-8                | Tableau |
| 1977-1978 | Championnat du monde (6)                  | Sheffield        | Perrie Mans    | 25-18               | Tableau |
| 1977-1978 | Tournoi Pontins (4)                       | Prestatyn        | John Spencer   | 7-2                 | Tableau |
| 1978-1979 | Tournoi Forward Chemicals                 | Manchester       | John Spencer   | 9-6                 | Tableau |
| 1978-1979 | Champion des champions                    | Londres          | Alex Higgins   | 11-9                | Tableau |
| 1978-1979 | Pot Black (2)                             | Birmingham       | Doug Mountjoy  | 2-1                 | Tableau |
| 1978-1979 | Masters en or                             | Newtownards      | Graham Miles   | 4-2                 | Tableau |
| 1979-1980 | Coupe du monde                            | Birmingham       | Angleterre     | 14-3                | Tableau |
| 1980-1981 | Coupe du monde (2)                        | Londres          | Canada         | 14-3                | Tableau |
| 1980-1981 | Championnat du pays de Galles (2)         | Ebbw Vale        | Cliff Wilson   | 9-6                 | Tableau |
| 1981-1982 | Masters des Highlands                     | Inverness        | John Spencer   | 11-4                | Tableau |
| 1982-1983 | Tournoi des joueurs                       | Sutton Coldfield | Jimmy White    | 10-5                | Tableau |
| 1982-1983 | Championnat du pays de Galles (3)         | Ebbw Vale        | Doug Mountjoy  | 9-1                 | Tableau |
| 1982-1983 | Masters International                     | Derby            | Jimmy White    | 9-6                 | Tableau |

### Finales perdues
| Saison    | Nom du tournoi                                     | Lieu                | Vainqueur            | Score | Tableau |
| 1956      | Championnat d'Angleterre amateur                   |                     | Tommy Gordon         | 9-11  |         |
| 1969-1970 | Pot Black                                          | Birmingham          | John Spencer         | 27-88 | Tableau |
| 1970-1971 | Tournoi de Stratford                               | Stratford-upon-Avon | Gary Owen            | 4-6   | Tableau |
| 1971-1972 | Pot Black (2)                                      | Birmingham          | Eddie Charlton       | 43-75 | Tableau |
| 1972-1973 | Men of the Midlands                                | Angleterre          | Alex Higgins         | 3-5   | Tableau |
| 1974-1975 | Open Norwich Union                                 | Londres             | John Spencer         | 9-10  | Tableau |
| 1974-1975 | Masters                                            | Londres             | John Spencer         | 8-9   | Tableau |
| 1975-1976 | Masters des clubs canadiens                        | Leeds               | Alex Higgins         | 4-6   | Tableau |
| 1976-1977 | Championnat du monde de match-play                 | Melbourne           | Eddie Charlton       | 24-31 | Tableau |
| 1976-1977 | Masters (2)                                        | Londres             | Doug Mountjoy        | 6-7   | Tableau |
| 1976-1977 | Tournoi d'Irlande Benson & Hedges                  | Dublin              | Alex Higgins         | 6-7   | Tableau |
| 1977-1978 | Masters en or                                      | Newtownards         | Doug Mountjoy        | 2-4   | Tableau |
| 1978-1979 | Masters d'Irlande                                  | Kill                | Doug Mountjoy        | 5-6   | Tableau |
| 1978-1979 | Classique Tolly Cobbold                            | Ipswich             | Alex Higgins         | 4-5   | Tableau |
| 1979-1980 | Classique Kronenbrau 1308                          | Johannesbourg       | Eddie Charlton       | 4-7   | Tableau |
| 1979-1980 | Pot Black (3)                                      | Birmingham          | Eddie Charlton       | 1-2   | Tableau |
| 1979-1980 | Championnat du pays de Galles                      | Ebbw Vale           | Doug Mountjoy        | 6-9   | Tableau |
| 1979-1980 | British Gold Cup                                   | Derby               | Alex Higgins         | 1-5   |         |
| 1979-1980 | Tournoi Pontins                                    | Prestatyn           | John Virgo           | 6-9   | Tableau |
| 1980-1981 | Masters d'Irlande (2)                              | Kill                | Terry Griffiths      | 7-9   | Tableau |
| 1981-1982 | Coupe du monde                                     | Reading             | Angleterre           | 3-4   | Tableau |
| 1981-1982 | Championnat du monde                               | Sheffield           | Alex Higgins         | 15-18 | Tableau |
| 1981-1982 | Tournoi Pontins (2)                                | Prestatyn           | Steve Davis          | 4-9   | Tableau |
| 1981-1982 | Tournoi Pontins pro-am (printemps)                 | Prestatyn           | John Parrott         | 4-7   | Tableau |
| 1982-1983 | Pot Black (4)                                      | Birmingham          | Steve Davis          | 1-2   | Tableau |
| 1982-1983 | Masters (3)                                        | Londres             | Cliff Thorburn       | 7-9   | Tableau |
| 1982-1983 | Masters d'Irlande (3)                              | Kill                | Steve Davis          | 2-9   | Tableau |
| 1982-1983 | Tournoi Pontins (3)                                | Prestatyn           | Doug Mountjoy        | 7-9   | Tableau |
| 1982-1983 | Tournoi Pontins pro-am (printemps) (2)             | Prestatyn           | Terry Griffiths      | 3-7   | Tableau |
| 1983-1984 | Coupe du monde (2)                                 | Reading             | Angleterre           | 2-4   | Tableau |
| 1985-1986 | Championnat du monde par équipes (avec Tony Jones) | Northampton         | Steve Davis Tony Meo | 5-12  | Tableau |
| 1990-1991 | Grand Masters d'Europe                             | Monaco              | Martin Clark         | 2-4   | Tableau |